# 이지혜 (뮤지컬 배우)
이지혜(1990년 2월 9일 ~ )는 대한민국의 뮤지컬 배우이다.

## 학력
- 충주예성여자고등학교 (졸업)
- 중앙대학교 성악과 (졸업)